# آگسبورگ آرنا
آگسبورگ آرنا (به آلمانی: Augsburg Arena) که در حال حاضر با نام WWK آرنا شناخته می‌شود، ورزشگاهی در شهر آگسبورگ در کشور آلمان است.
بازی‌های خانگی باشگاه فوتبال آگسبورگ در این ورزشگاه برگزار می‌شود.